# 苏丹依斯干达天文馆
苏丹依斯干达天文馆（马来语：Planetarium Sultan Iskandar）是一座位於馬來西亞砂拉越邦古晉市的一座天文馆，始建于1988年，1989年1月19日开幕。于1989年3月1日正式对外开放。

## 历史
苏丹依斯干达天文馆和古晋文娱中心始建于1988年，共耗资300万令吉。1989年1月19日时任马来西亚国家元首兼柔佛苏丹马末•依斯干达主持开幕仪式，并于1989年3月1日正式对外开放。馆内可容纳172人，配有15个座位的白色圆顶直径米。另外配有四台投影仪和照明设施。天文馆采用的是德国制造的蔡司投影仪，它可以显示5000颗恒星与一个月亮和多种特殊效果。该天文馆的主要目的是播放有关天文学的教育视频，让观众体验外太空。天文馆放映的第一场节目是一部由马来西亚国立大学（UKM）教授制作的有关月球的纪录片。天文馆组织的活动包括：学校假期太空科学活动、日食月食观测活动、露营、天文测验、天文日、展览和路演。

## 内部架构
苏丹依斯干达天文馆第一层为2019年对外开放的国油科学馆，第二层为文娱中心。内部展示了有关太阳系的展览，第三层为天文礼堂，四层，五层，六层，七层，为天文观测台。第八层和第九层则为天文馆，第九层展示了天象仪以及投影的各种星座和恒星。